# Liste der Einträge im National Register of Historic Places im Haines Borough
Die Liste der Registered Historic Places im Haines Borough führt alle Bauwerke und historischen Stätten im Haines Borough des US-Bundesstaates Alaska auf, die in das National Register of Historic Places aufgenommen wurden.

## Haines
- Charlie Anway Cabin
- Eldred Rock Light
- Fort William H. Seward
- Government Indian School
- Pleasant Camp
- Porcupine District